# Bassikounou
 Bassikonu  es una localidad y comuna en la región de Hod Oriental del sureste de Mauritania.
En 2000 tenía una población de 7.856 personas.